# Dichaetophora abnormis
Dichaetophora abnormis är en tvåvingeart som beskrevs av Hu och Masanori Joseph Toda 2005. Dichaetophora abnormis ingår i släktet Dichaetophora och familjen daggflugor. Inga underarter finns listade i Catalogue of Life.